# 白俄羅斯政治
白俄罗斯是一個實行總統制的國家，白俄罗斯总统是國家元首。行政權由政府行使，政府首腦是總理，由總統任命。立法權是在國民議會的兩院制議會，但總統可頒布法令，以同樣的方式執行的法律，時間任意。根據1994年憲法所規定，每五年舉行一次總統的選舉，1996年總統任期五年被改為七年任期一次，國會的下議院由110位成員所組成，上議院則由64位成員所組成。
许多人认为俄罗斯联邦继承了苏联的躯体，而白俄罗斯继承了苏联的灵魂。自1994年卢卡申科当选总统以来，白俄罗斯成为苏联解体后众多国家中唯一保留苏联体制的国家，所以也被称为“最后的苏联”。

## 批評
國際特赦組織、人權觀察長期批評總統盧卡申科專制式統治。